# Гроника Кавафян
Гроника Кавафян е съвременна българска художничка от арменски произход. Родена е във Варна на 27 юли 1978 г.
Основни мотиви в творчеството ѝ са природата – флора и фауна, женски лица, абстрактни мотиви. Цветът е водещ компонент. Композициите ѝ са мащабни.
Има две самостоятелни изложби: „Ж2: Жени и животни“, април 2016 в София и „Втора крачка“, юли 2016 във Варна.